# Provinces d'Algérie
Cet article concerne les anciennes subdivisions de l'Algérie française. Pour la branche de l'État islamique nommée « Province d'Algérie », voir Soldats du califat en Algérie.
Les provinces d'Alger, d'Oran et de Constantine sont trois anciennes subdivisions territoriales de l'Algérie créées par la France en 1845 et supprimée par celle-ci vers 1870.